# Confédération des syndicats de fonctionnaires
La Confédération des syndicats de fonctionnaires (en turc Memur Sendikaları Konfederasyonu, abrégé en Memur-Sen) est une confédération syndicale turque de la fonction publique.